# Ольмеда-де-Сан-Хосе, Федерико
Федерико Ольмеда-де-Сан-Хосе (исп. Federico Olmeda de San José; 1865, Бурго-де-Осма — 1909, Мадрид) — испанский органист, фольклорист и композитор.
С 1887 г. органист в Туделе, со следующего года и вплоть до 1907 г. в кафедральном соборе Бургоса (одновременно руководил одним из городских театров); последние два года жизни возглавлял хор в одном из мадридских монастырей.
На протяжении жизни Ольмеда записал около 600 народных мелодий в провинциях Бургос, Сория, Паленсия и Вальядолид, обработав более 300 из них в виде законченных песен. Кроме того, Ольмеде принадлежат оригинальные сочинения для органа, четыре мессы, ряд других сочинений.